# Leichtathletik-Weltmeisterschaften 2011/400 m Hürden der Männer

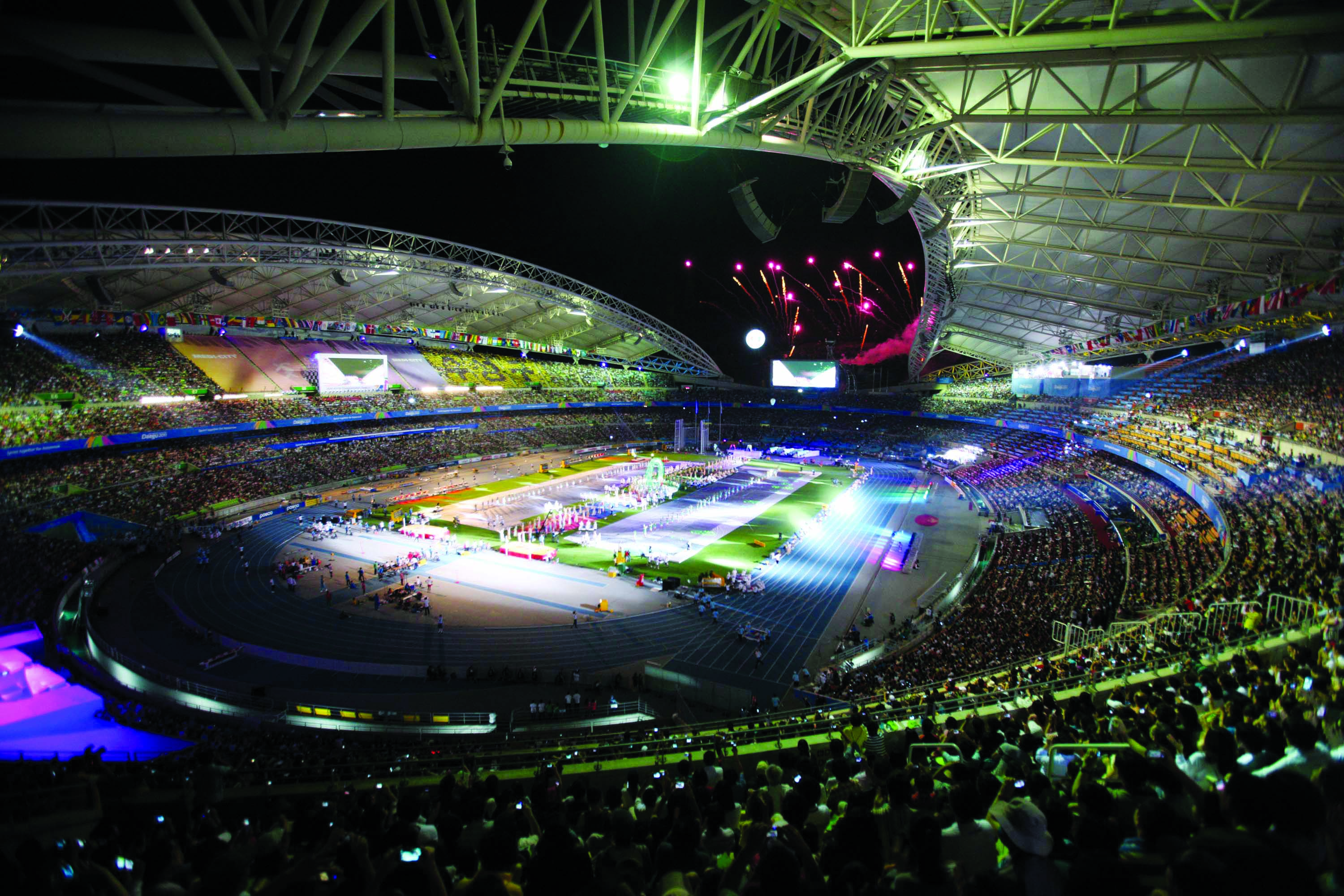
Das Daegu-Stadion im Jahr 2010

Der 400-Meter-Hürdenlauf der Männer bei den Leichtathletik-Weltmeisterschaften 2011 wurde vom 29. August bis 1. September 2011 im Daegu-Stadion der südkoreanischen Stadt Daegu ausgetragen.
Weltmeister wurde der amtierende Europameister David Greene aus Großbritannien. Wie bei den Weltmeisterschaften 2009 gewann Javier Culson aus Puerto Rico die Silbermedaille. Bronze ging an den dreifachen Afrikameister (2006/2008/2010) Louis Jacobus van Zyl aus Südafrika.

## Bestehende Rekorde
| Weltrekord               | 46,78 s | Kevin Young | OS 1992 in Barcelona, Spanien     | 6. August 1992  |
| Weltmeisterschaftsrekord | 47,18 s | Kevin Young | WM 1993 in Stuttgart, Deutschland | 19. August 1993 |

Der bestehende WM-Rekord wurde bei diesen Weltmeisterschaften nicht eingestellt und nicht verbessert.

## Vorrunde
Die Vorrunde wurde in fünf Läufen durchgeführt. Die ersten vier Athleten pro Lauf – hellblau unterlegt – sowie die darüber hinaus vier zeitschnellsten Läufer – hellgrün unterlegt – qualifizierten sich für das Halbfinale.

### Vorlauf 1
29. August 2011, 11:30 Uhr
| Platz | Name               | Nation         | Zeit (s) |
| ----- | ------------------ | -------------- | -------- |
| 1     | David Greene       | Großbritannien | 48,52    |
| 2     | Cornel Fredericks  | Südafrika      | 48,52    |
| 3     | Georg Fleischhauer | Deutschland    | 48,72    |
| 4     | Emir Bekrić        | Serbien        | 49,67    |
| 5     | Omar Cisneros      | Kuba           | 49,69    |
| 6     | Mahau Suguimati    | Brasilien      | 49,74    |

### Vorlauf 2
29. August 2011, 11:38 Uhr
| Platz | Name                     | Nation                  | Zeit (s) |
| ----- | ------------------------ | ----------------------- | -------- |
| 1     | Louis Jacobus van Zyl    | Südafrika               | 48,58    |
| 2     | Isa Phillips             | Jamaika                 | 48,64    |
| 3     | Félix Sánchez            | Dominikanische Republik | 48,74    |
| 4     | Kerron Clement           | USA                     | 48,91    |
| 5     | Vincent Kiplangat Kosgei | Kenia                   | 49,49    |
| 6     | Jorge Paula              | Portugal                | 49,82    |
| 7     | Jamele Mason             | Puerto Rico             | 49,98    |

### Vorlauf 3
29. August 2011, 11:46 Uhr
| Platz | Name                 | Nation              | Zeit (s) |
| ----- | -------------------- | ------------------- | -------- |
| 1     | Javier Culson        | Puerto Rico         | 48,95    |
| 2     | Angelo Taylor        | USA                 | 49,38    |
| 3     | Alexander Derewjagin | Russland            | 49,43    |
| 4     | Andrés Silva         | Uruguay             | 49,48    |
| 5     | Takayuki Kishimoto   | Japan               | 49,51    |
| 6     | Li Zhilong           | Volksrepublik China | 50,44    |
| 7     | Lee Seung-yun        | Südkorea            | 52,98    |

### Vorlauf 4

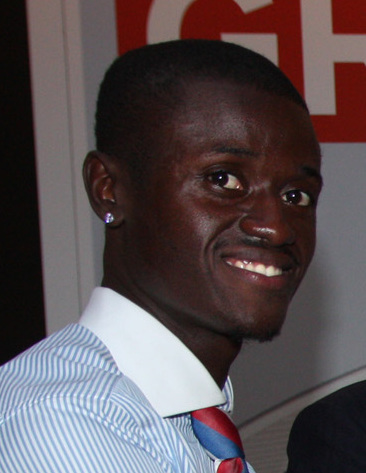
Kenneth Medwood – ausgeschieden als Sechster in 51,19 s

29. August 2011, 11:54 Uhr
| Platz | Name             | Nation              | Zeit (s) |
| ----- | ---------------- | ------------------- | -------- |
| 1     | Bershawn Jackson | USA                 | 49,82    |
| 2     | Jehue Gordon     | Trinidad und Tobago | 49,90    |
| 3     | Josef Robertson  | Jamaika             | 50,29    |
| 4     | Jack Green       | Großbritannien      | 50,39    |
| 5     | Cheng Wen        | Volksrepublik China | 50,51    |
| 6     | Kenneth Medwood  | Belize              | 51,19    |
| 7     | Takatoshi Abe    | Japan               | 51,90    |

### Vorlauf 5
29. August 2011, 12:02 Uhr
| Platz | Name                    | Nation         | Zeit (s) |
| ----- | ----------------------- | -------------- | -------- |
| 1     | Jeshua Anderson         | USA            | 48,81    |
| 2     | Nathan Woodward         | Großbritannien | 49,06    |
| 3     | Stanislaw Melnykow      | Ukraine        | 49,24    |
| 4     | Leford Green            | Jamaika        | 49,45    |
| 5     | Kurt Couto              | Mosambik       | 49,86    |
| 6     | Yūta Imazeki            | Japan          | 50,92    |
| 7     | Jean Antonio Vieillesse | Mauritius      | 51,02    |

## Halbfinale
Aus den drei Halbfinalläufen qualifizierten sich die jeweils ersten beiden Athleten – hellblau unterlegt – sowie die darüber hinaus zwei zeitschnellsten Läufer – hellgrün unterlegt – für das Finale.

### Halbfinallauf 1

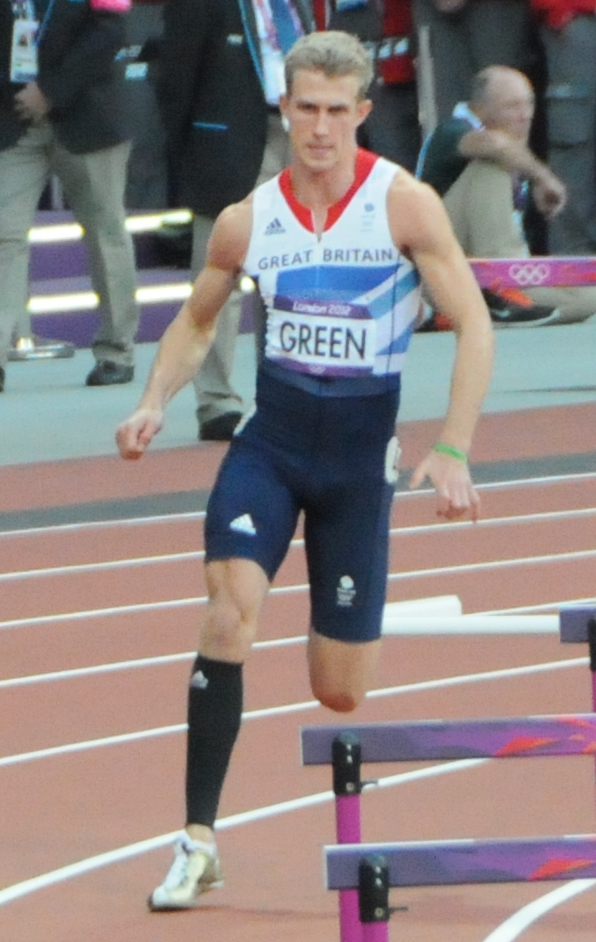
Jack Green – ausgeschieden als Fünfter in 49,62 s
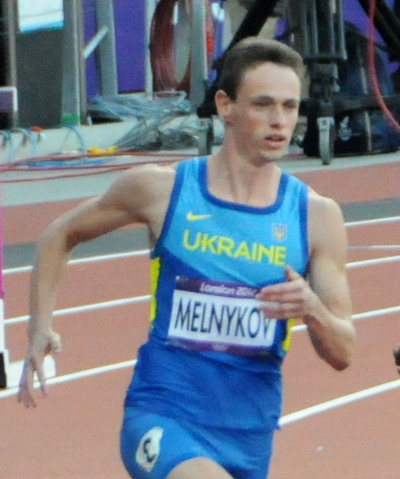
Stanislaw Melnykow – ausgeschieden als Sechster in 49,74 s

30. August 2011, 19:30 Uhr
| Platz | Name               | Nation         | Zeit (s) |
| ----- | ------------------ | -------------- | -------- |
| 1     | Javier Culson      | Puerto Rico    | 48,52    |
| 2     | Cornel Fredericks  | Südafrika      | 48,83    |
| 3     | Angelo Taylor      | USA            | 48,86    |
| 4     | Jeshua Anderson    | USA            | 49,33    |
| 5     | Jack Green         | Großbritannien | 49,62    |
| 6     | Stanislaw Melnykow | Ukraine        | 49,74    |
| 7     | Takayuki Kishimoto | Japan          | 50,05    |
| 8     | Josef Robertson    | Jamaika        | 50,39    |

### Halbfinallauf 2
30. August 2011, 19:38 Uhr
| Platz | Name            | Nation                  | Zeit (s) |
| ----- | --------------- | ----------------------- | -------- |
| 1     | David Greene    | Großbritannien          | 48,62    |
| 2     | Félix Sánchez   | Dominikanische Republik | 49,01    |
| 3     | Jehue Gordon    | Trinidad und Tobago     | 49,08    |
| 4     | Isa Phillips    | Jamaika                 | 49,16    |
| 5     | Andrés Silva    | Uruguay                 | 49,63    |
| 6     | Emir Bekrić     | Serbien                 | 49,94    |
| 7     | Mahau Suguimati | Brasilien               | 50,89    |
| 8     | Kerron Clement  | USA                     | 52,11    |

Im zweiten Halbfinale ausgeschiedene Läufer:

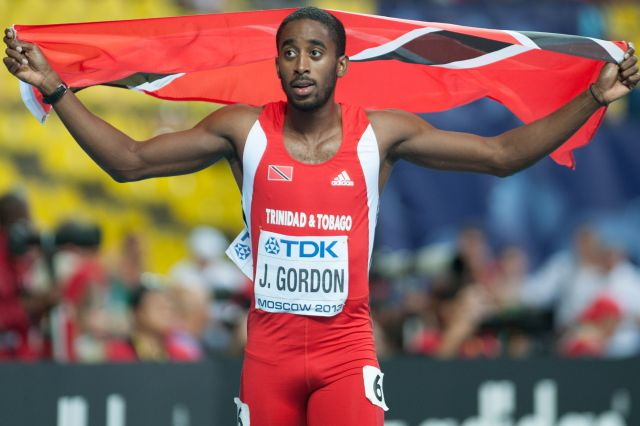
Jehue Gordon Rang drei in 49,08 s
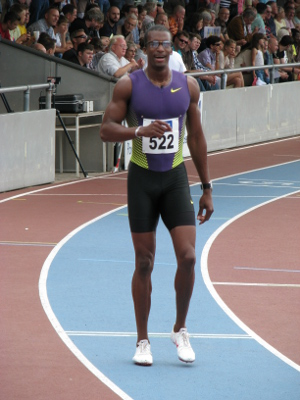
Isa Phillips Rang vier in 49,16 s
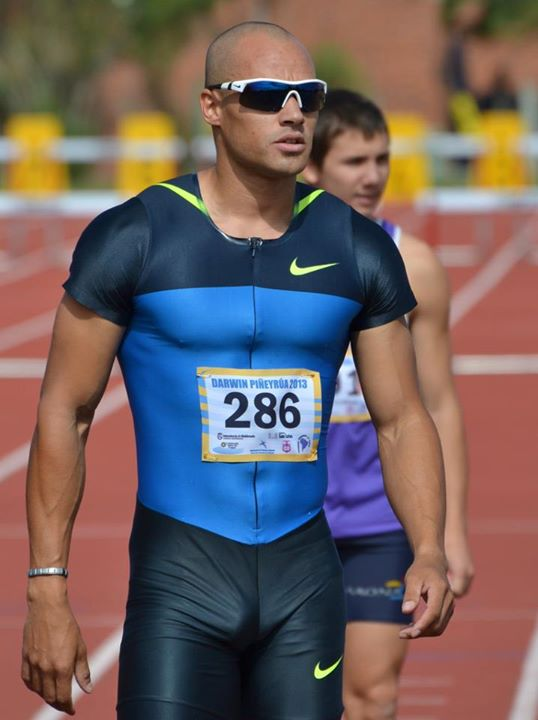
Andrés Silva Rang fünf in 49,63 s
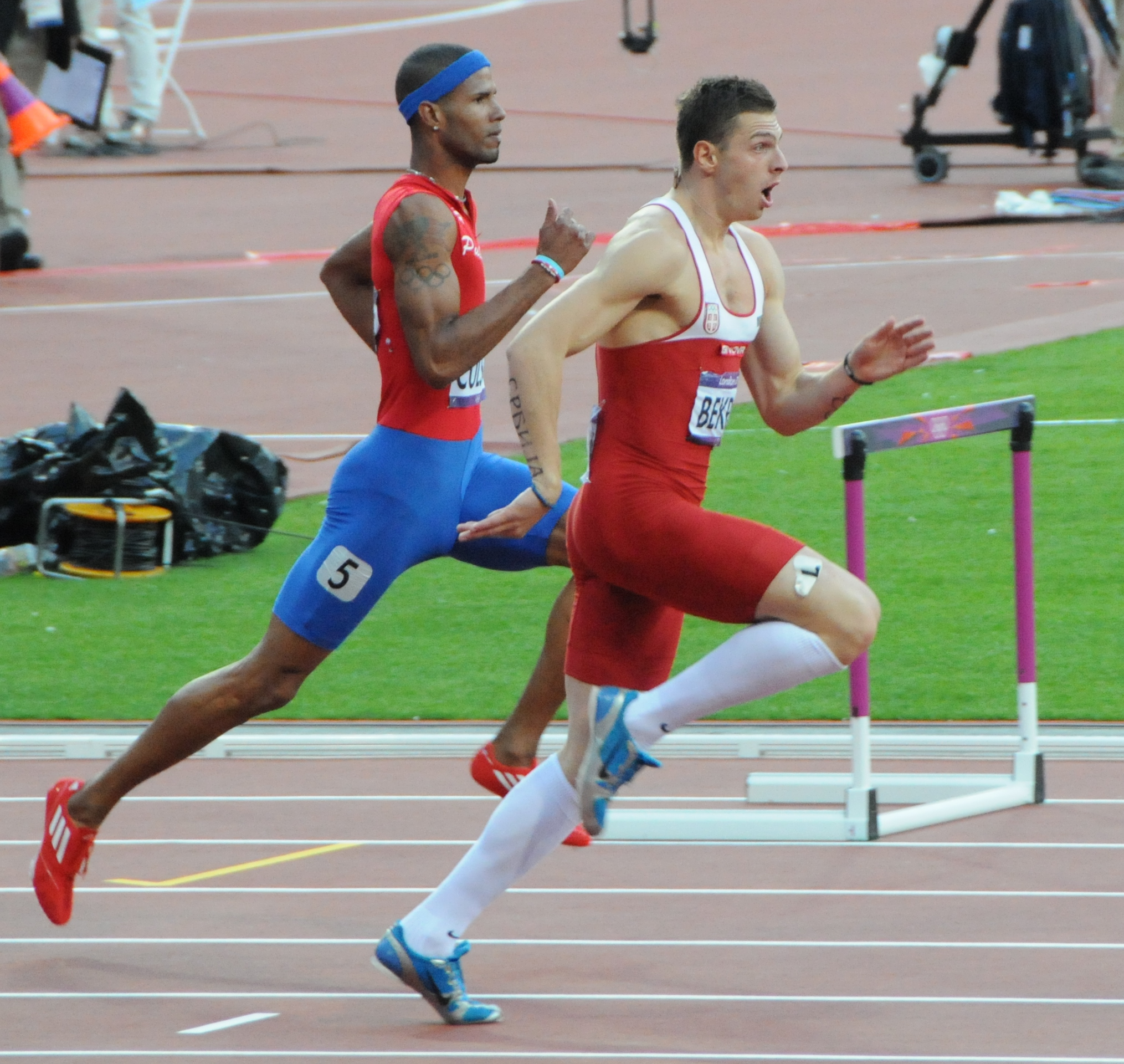
Emir Bekrić (rechts) Rang sechs in 49,94 s
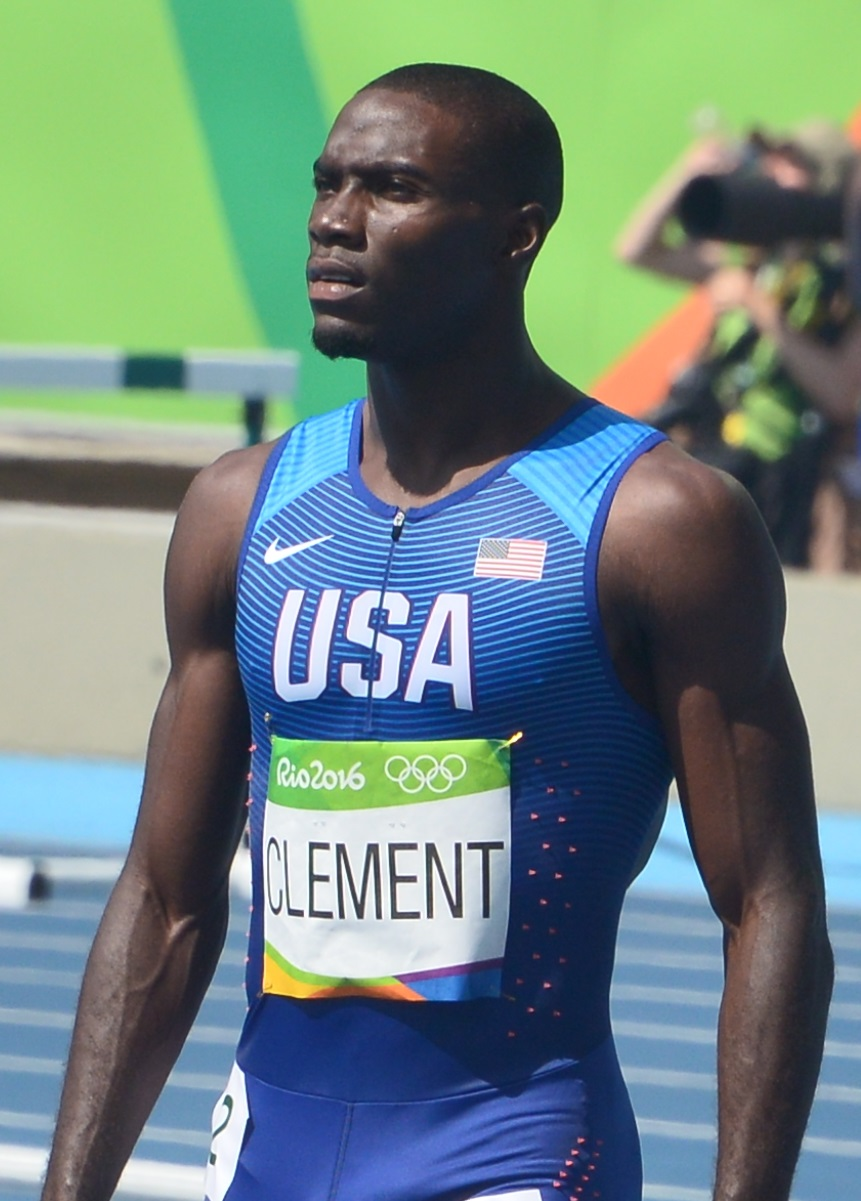
Der indisponierte Kerron Clement, unter anderem Weltmeister von 2007 und 2009, scheiterte als Achter in 52,11 s

### Halbfinallauf 3
30. August 2011, 19:46 Uhr
| Platz | Name                     | Nation         | Zeit (s) |
| ----- | ------------------------ | -------------- | -------- |
| 1     | Bershawn Jackson         | USA            | 48,80    |
| 2     | Louis Jacobus van Zyl    | Südafrika      | 49,05    |
| 3     | Alexander Derewjagin     | Russland       | 49,07    |
| 4     | Leford Green             | Jamaika        | 49,29    |
| 5     | Georg Fleischhauer       | Deutschland    | 49,36    |
| 6     | Nathan Woodward          | Großbritannien | 49,57    |
| 7     | Vincent Kiplangat Kosgei | Kenia          | 49,71    |
| 8     | Omar Cisneros            | Kuba           | 50,10    |

Im dritten Halbfinale ausgeschiedene Läufer:

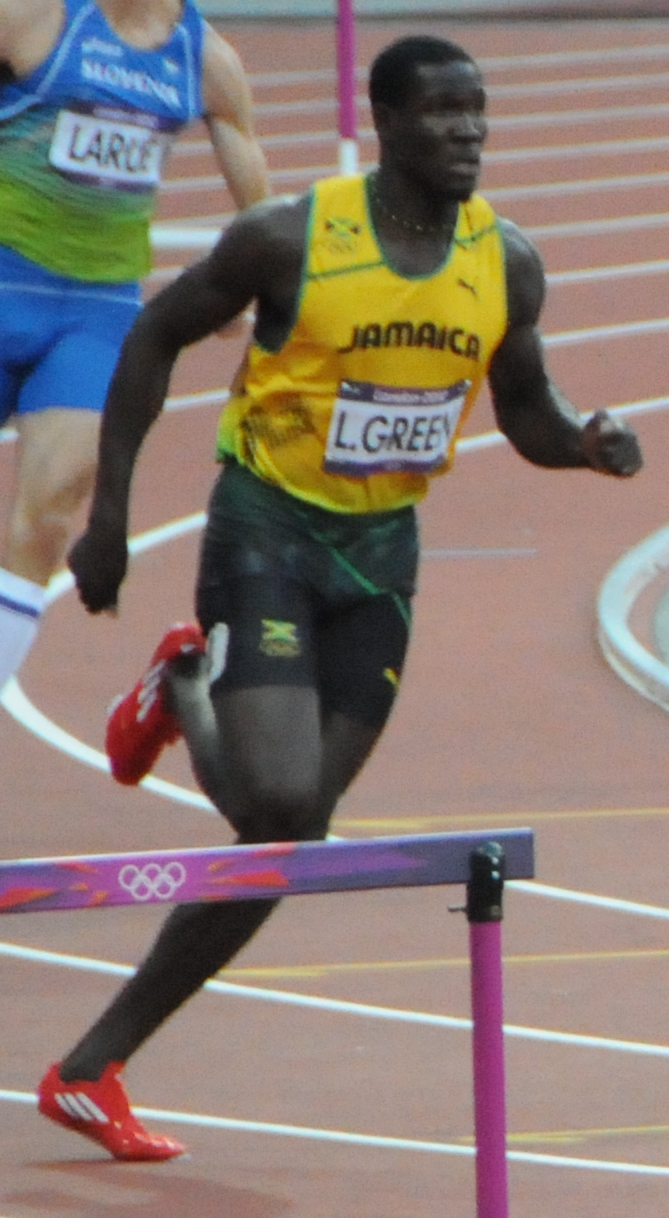
Leford Green Rang vier in 49,29 s
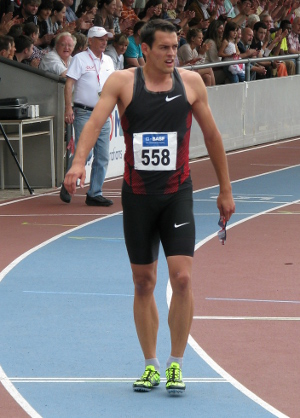
Georg Fleischhauer Rang fünf in 49,36 s
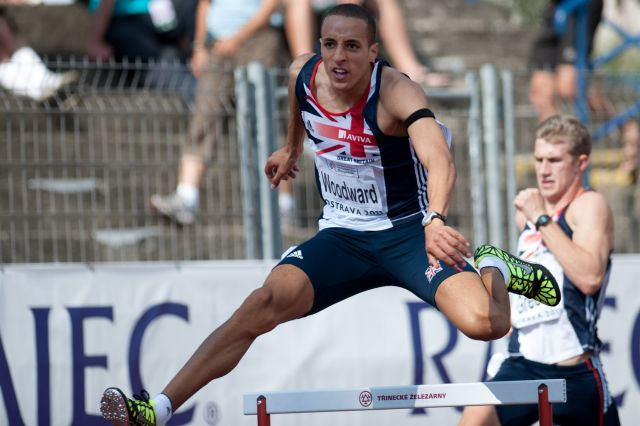
Nathan Woodward Rang sechs in 49,57 s
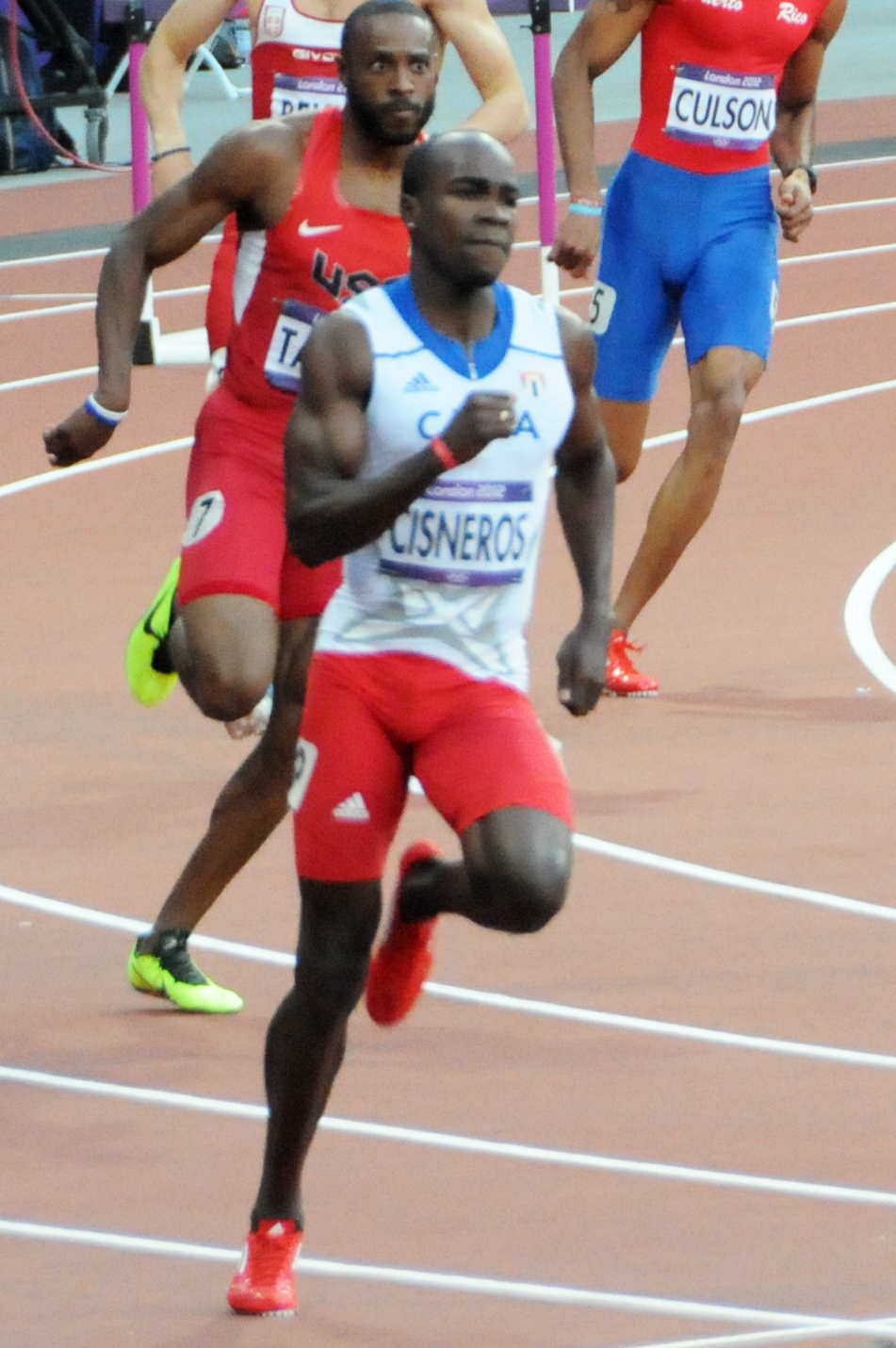
Omar Cisneros Rang acht in 50,10 s

## Finale

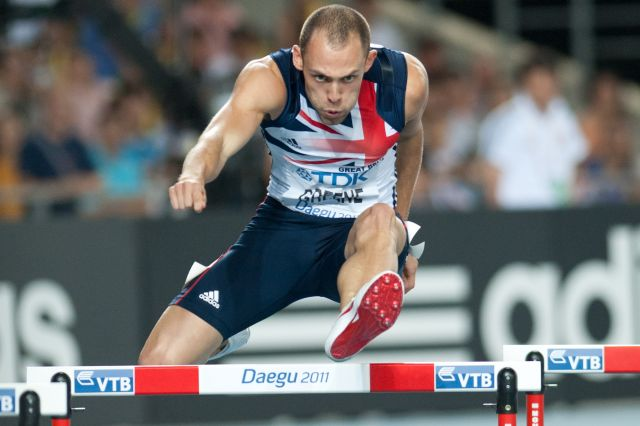
David Greene – 2010 Europameister
und nun Weltmeister

1. September 2011, 21:30 Uhr
| Platz | Name                  | Nation                  | Zeit (s) |
| ----- | --------------------- | ----------------------- | -------- |
| 1     | David Greene          | Großbritannien          | 48,26    |
| 2     | Javier Culson         | Puerto Rico             | 48,44    |
| 3     | Louis Jacobus van Zyl | Südafrika               | 48,80    |
| 4     | Félix Sánchez         | Dominikanische Republik | 48,87    |
| 5     | Cornel Fredericks     | Südafrika               | 49,12    |
| 6     | Bershawn Jackson      | USA                     | 49,24    |
| 7     | Angelo Taylor         | USA                     | 49,31    |
| 8     | Alexander Derewjagin  | Russland                | 49,32    |

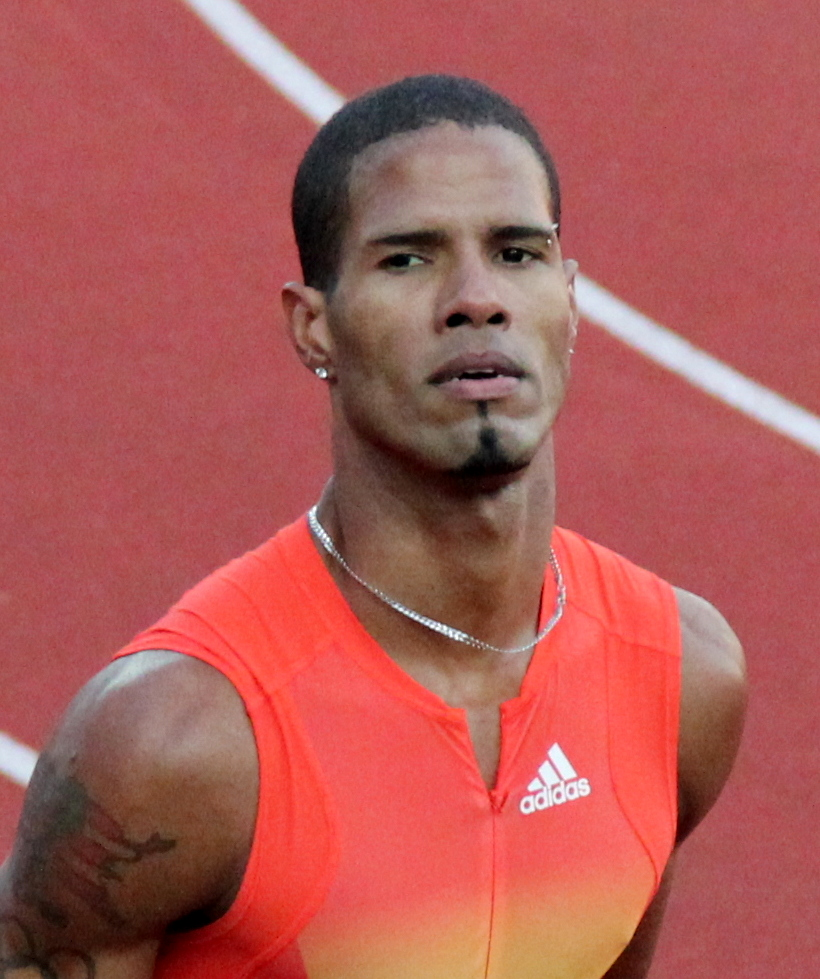
Javier Culson gewann wie bei den vorangegangenen Weltmeisterschaften die Silbermedaille
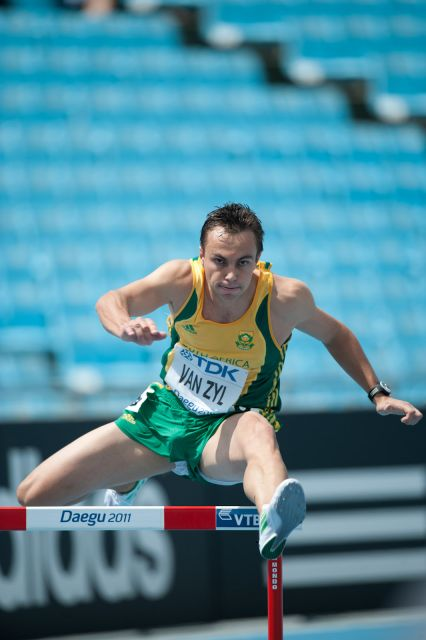
Der dreifache Afrikameister (2006/ 2008/2010) Louis Jacobus van Zyl errang Bronze
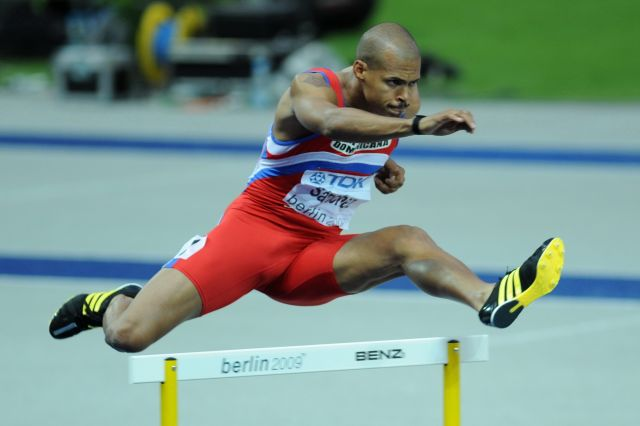
Félix Sánchez, zweifacher Weltmeister (2001/2003) und Olympiasieger von 2004, ging als Vierter diesmal medaillenleer aus
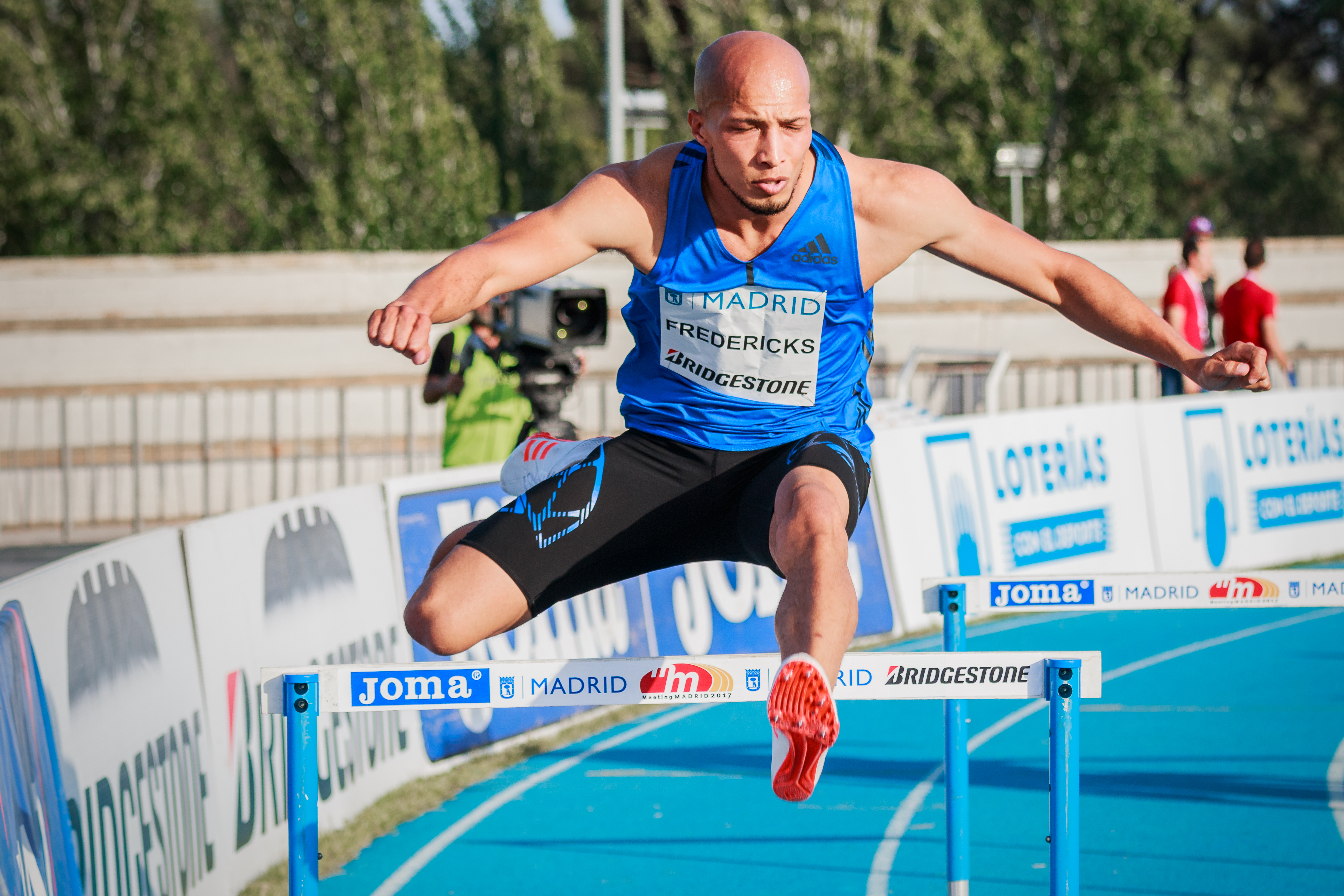
Cornel Fredericks belegte Rang fünf
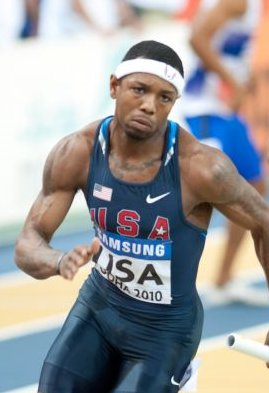
Der Weltmeister von 2005 und Olympiadritte von 2008 Bershawn Jackson musste sich hier mit Rang sechs zufriedengeben
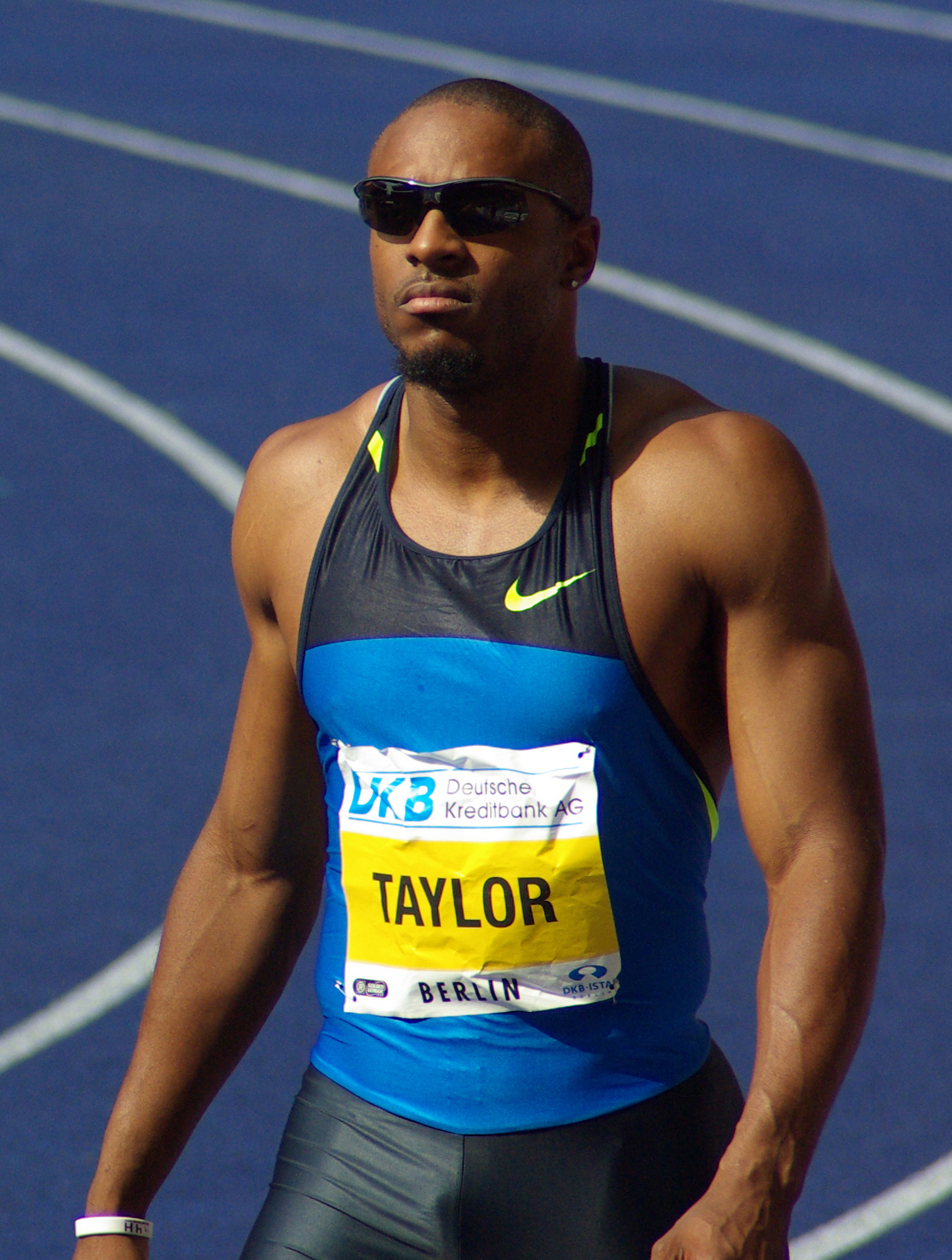
Angelo Taylor, zweifacher Olympiasieger (2000/2008), erreichte Platz sieben
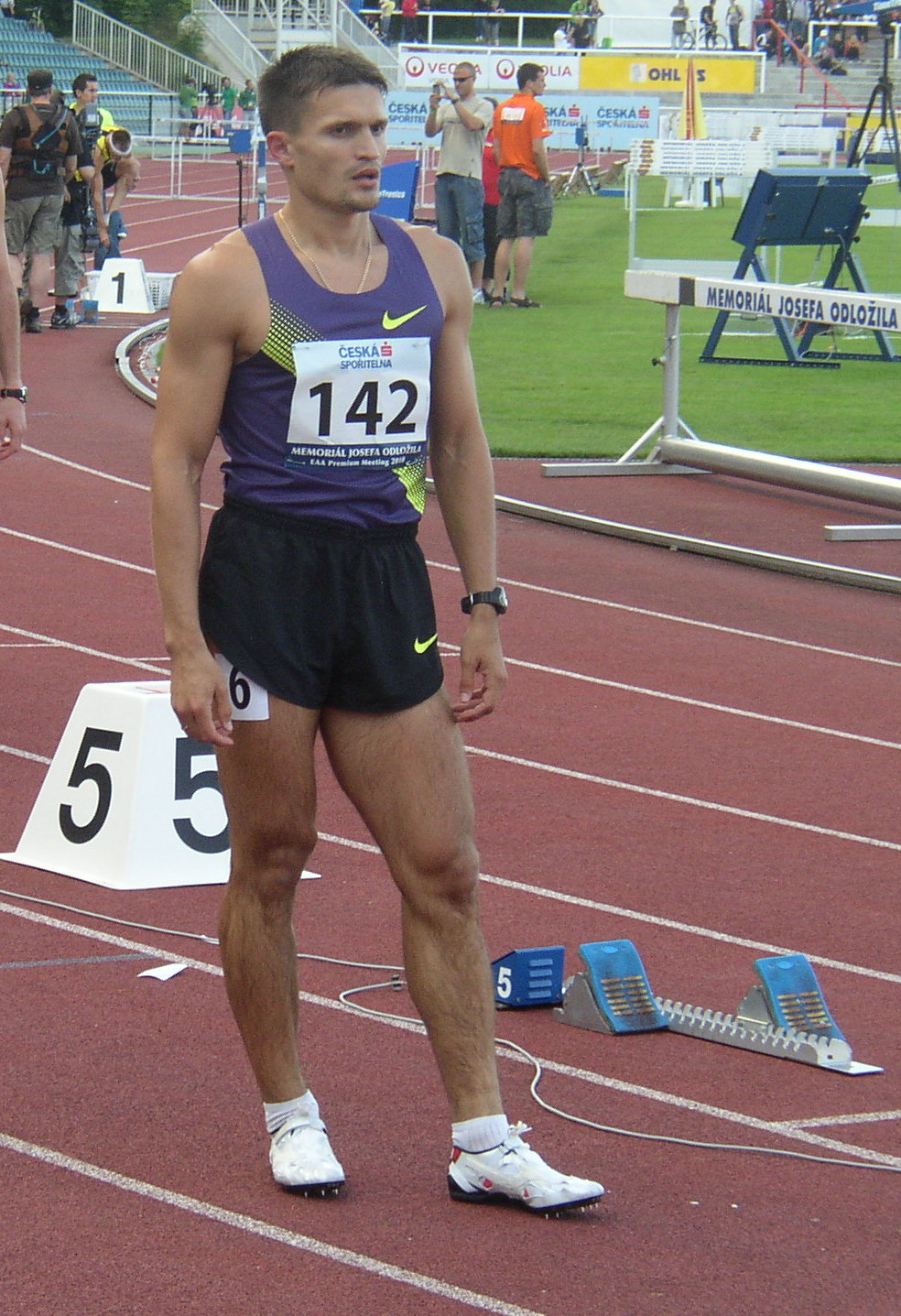
Rang acht für Alexander Derewjagin

## Video
- Dai Greene bag GB's first gold in the Men's 400m Hurdles Final, youtube.com, abgerufen am 23. Dezember 2020